# 凤翔镇 (萝北县)
凤翔镇，是中华人民共和国黑龙江省鹤岗市萝北县下辖的一个行政建制镇。

## 行政区划
凤翔镇下辖以下地区：
景观社区、凤南社区、凤鸣社区、永泰社区、友谊社区、新立村、新曙光村、卫东村和东菜村。